# Ingrid Neel
Ingrid Neel (Oyster Bay, 16 giugno 1998) è una tennista statunitense naturalizzata estone.

## Carriera
Ingrid Neel ha vinto 2 titoli in singolare e 13 titoli nel doppio nel circuito ITF in carriera. L'8 giugno 2015, ha raggiunto il best ranking mondiale nel singolare, al numero 501. 
Nel doppio, Ingrid ha ottenuto il suo primo titolo WTA a Bogotà nel 2021 in coppia con la francese Lechemia, battendo in finale Buzărnescu/Friedsam. In seguito a tale risultato, è entrata per la prima volta in carriera tra le prime 100 del mondo. Nel 2023, ha vinto a Nottingham il suo secondo titolo nel circuito maggiore assieme alla norvegese Ulrikke Eikeri, sconfiggendo nell'ultimo atto le padrone di casa Dart/Watson al super-tiebreak; grazie all'ottima settimana, ha raggiunto il 54º posto nel ranking mondiale. A settembre dello stesso anno, nuovamente con Eikeri, ha colto il secondo titolo stagionale a Tokyo, eliminando nel percorso verso il titolo le finaliste in carica dell'Australian Open Aoyama/Shibahara e le n°4 del tabellone Melichar-Martinez/Perez. Grazie al primo titolo di livello '500', l'estone ha fatto il suo ingresso nella top-50 della classifica mondiale, facendo registrare la 39ª posizione come suo best-ranking.

## Statistiche WTA

### Doppio

#### Vittorie (4)
| Legenda              |
| Grande Slam (0)      |
| Ori Olimpici (0)     |
| WTA Finals (0)       |
| WTA Elite Trophy (0) |
| Dal 2021             |
| WTA 1000 (0)         |
| WTA 500 (1)          |
| WTA 250 (3)          |

| N. | Data              | Torneo                        | Superficie  | Compagna         | Avversarie in finale                  | Punteggio           |
| 1. | 10 aprile 2021    | Claro Open Colsanitas, Bogotà | Terra rossa | Elixane Lechemia | Mihaela Buzărnescu Anna-Lena Friedsam | 6-3, 6-4            |
| 2. | 18 giugno 2023    | Rothesay Open, Nottingham     | Erba        | Ulrikke Eikeri   | Harriet Dart Heather Watson           | 7-6(6), 5-7, [10-8] |
| 3. | 30 settembre 2023 | Toray Pan Pacific Open, Tokyo | Cemento     | Ulrikke Eikeri   | Eri Hozumi Makoto Ninomiya            | 3-6, 7-5, [10-5]    |
| 4. | 16 giugno 2024    | Libéma Open, 's-Hertogenbosch | Erba        | Bibiane Schoofs  | Tereza Mihalíková Olivia Nicholls     | 7-6(6), 6-3         |

#### Sconfitte (1)
| Legenda              |
| Grande Slam (0)      |
| Argenti Olimpici (0) |
| WTA Finals (0)       |
| WTA Elite Trophy (0) |
| Dal 2021             |
| WTA 1000 (0)         |
| WTA 500 (1)          |
| WTA 250 (0)          |

| N. | Data           | Torneo                               | Superficie      | Compagna       | Avversarie in finale                | Punteggio        |
| 1. | 21 aprile 2024 | Porsche Tennis Grand Prix, Stoccarda | Terra rossa (i) | Ulrikke Eikeri | Chan Hao-ching Veronika Kudermetova | 6-4, 3-6, [2-10] |

## Circuito WTA 125

### Doppio

#### Vittorie (3)
| N. | Data           | Torneo                        | Superficie  | Compagna       | Avversarie in finale             | Punteggio        |
| 1. | 21 maggio 2023 | Firenze Ladies Open, Firenze  | Terra rossa | Vivian Heisen  | Asia Muhammad Giuliana Olmos     | 1-6, 6-2, [10-8] |
| 2. | 10 giugno 2023 | Makarska Open, Macarsca       | Terra rossa | Wu Fang-hsien  | Anna Sisková Renata Voráčová     | 6-3, 7-5         |
| 3. | 25 agosto 2023 | Chicago Women's Open, Chicago | Cemento     | Ulrikke Eikeri | Cristina Bucșa Aleksandra Panova | w/o              |

## Statistiche ITF

### Singolare

#### Vittorie (2)
| Torneo $100.000 (0) |
| Torneo $80.000 (0)  |
| Torneo $75.000 (0)  |
| Torneo $60.000 (0)  |
| Torneo $50.000 (0)  |
| Torneo $40.000 (0)  |
| Torneo $25.000 (0)  |
| Torneo $15.000 (0)  |
| Torneo $10.000 (2)  |

| N. | Data              | Torneo                                            | Superficie  | Avversaria in finale | Score     |
| 1. | 28 settembre 2014 | Amelia Island Women's Championship, Amelia Island | Terra verde | Edina Gallovits-Hall | 4-4, rit. |
| 2. | 12 giugno 2016    | Resortquest PRO Women's Open, Bethany Beach       | Terra verde | Alexandra Mueller    | 6–3, 6–3  |

### Doppio

#### Vittorie (13)
| Torneo $100.000 (2) |
| Torneo $80.000 (1)  |
| Torneo $75.000 (0)  |
| Torneo $60.000 (2)  |
| Torneo $50.000 (2)  |
| Torneo $40.000 (0)  |
| Torneo $25.000 (3)  |
| Torneo $15.000 (0)  |
| Torneo $10.000 (3)  |

| N.  | Data              | Torneo                                       | Superficie  | Compagna              | Avversarie in finale                   | Score               |
| 1.  | 14 marzo 2015     | Gainesville Tennis Classic, Gainesville      | Terra verde | Fanny Stollár         | Sofia Kenin Marie Norris               | 6–3, 6–3            |
| 2.  | 21 marzo 2015     | ITF Women's Circuit Orlando, Orlando         | Terra verde | Fanny Stollár         | Kateřina Kramperová Katerina Stewart   | 6–3, 7–6(4)         |
| 3.  | 23 gennaio 2016   | Wesley Chapel Women's Open, Wesley Chapel    | Terra verde | Natal'ja Vichljanceva | Natela Dzalamidze Veronika Kudermetova | 4–6, 7–6(4), [10–6] |
| 4.  | 1º febbraio 2016  | Dow Corning Tennis Classic, Midland          | Cemento (i) | Catherine Bellis      | Naomi Broady Shelby Rogers             | 6–2, 6–4            |
| 5.  | 4 giugno 2016     | ITF Women's Circuit Buffalo, Buffalo         | Terra verde | Caroline Dolehide     | Sophie Chang Alexandra Mueller         | 5–7, 6–3, [10–6]    |
| 6.  | 17 settembre 2016 | One Love Tennis Open, Atlanta                | Cemento     | Luisa Stefani         | Alexandra Stevenson Taylor Townsend    | 4–6, 6–4, [10–5]    |
| 7.  | 6 novembre 2016   | CopperWynd Pro Women's Challenge, Scottsdale | Cemento     | Taylor Townsend       | Samantha Crawford Melanie Oudin        | 6-4, 6-3            |
| 8.  | 12 ottobre 2018   | Obidos Ladies Open, Óbidos                   | Sintetico   | Michaëlla Krajicek    | Cristina Bucșa Diāna Marcinkēviča      | 6-2, 6-2            |
| 9.  | 6 aprile 2019     | Innisbrook Women's Open, Palm Harbor         | Terra verde | Quinn Gleason         | Akgul Amanmuradova Lizette Cabrera     | 5–7, 7–5, [10–8]    |
| 10. | 5 ottobre 2019    | LTP Charleston Pro Tennis, Charleston        | Terra verde | Anna Danilina         | Vladica Babić Caitlin Whoriskey        | 7-5, 6-4            |
| 11. | 12 ottobre 2019   | The Shipyard Cup, Hilton Head Island         | Terra verde | Anna Danilina         | Katherine Fahey Elizabeth Halbauer     | 6-3, 6-2            |
| 12. | 4 giugno 2022     | Surbiton Trophy, Surbiton                    | Erba        | Rosalie van der Hoek  | Fernanda Contreras Catherine Harrison  | 6–3, 6–3            |
| 13. | 18 febbraio 2023  | Guanajuato Open, Irapuato                    | Cemento     | Emina Bektas          | Quinn Gleason Elixane Lechemia         | 7-6(4), 3-6, [10-6] |

#### Sconfitte (4)
| Torneo $100.000 (0) |
| Torneo $80.000 (2)  |
| Torneo $75.000 (0)  |
| Torneo $60.000 (1)  |
| Torneo $50.000 (0)  |
| Torneo $40.000 (0)  |
| Torneo $25.000 (1)  |
| Torneo $15.000 (0)  |
| Torneo $10.000 (0)  |

| N. | Data            | Torneo                                                     | Superficie | Compagna           | Avversarie in finale         | Score                |
| 1. | 25 giugno 2016  | Southern Lifestyle Development Tennis Classic, Baton Rouge | Cemento    | Jamie Loeb         | Lauren Herring Ellen Perez   | 3-6, 3-6             |
| 2. | 28 ottobre 2018 | Tennis Classic of Macon, Macon                             | Cemento    | Anna Danilina      | Caty McNally Jessica Pegula  | 1–6, 7–5, [9–11]     |
| 3. | 27 luglio 2019  | Challenger Banque Nationale de Granby, Granby              | Cemento    | Quinn Gleason      | Haruka Kaji Junri Namigata   | 6(5)–7, 7–5, [8–10]  |
| 4. | 17 agosto 2019  | Thoreau Tennis Open, Concord                               | Cemento    | Elizabeth Halbauer | Angela Kulikov Rianna Valdes | 6(3)–7, 6–4, [15–17] |